# Lake Gore
Lake Gore är en sjö i Australien. Den ligger i delstaten Western Australia, omkring 570 kilometer öster om delstatshuvudstaden Perth. Lake Gore ligger 16 meter över havet. Arean är 7,1 kvadratkilometer. Den sträcker sig 3,1 kilometer i nord-sydlig riktning, och 3,2 kilometer i öst-västlig riktning.
Genomsnittlig årsnederbörd är 649 millimeter. Den regnigaste månaden är juli, med i genomsnitt 85 mm nederbörd, och den torraste är februari, med 14 mm nederbörd.